# Conversano
Conversano este o comună din provincia Bari, regiunea Puglia, Italia, cu o populație de 25.779 locuitori (1 ianuarie 2023) și o suprafață de 128,42 km².

## Demografie
Conversano - evoluția demografică

|  | Graficele sunt indisponibile din cauza unor probleme tehnice. Mai multe informații se găsesc la Phabricator și la wiki-ul MediaWiki. |

Date: Recensăminte sau birourile de statistică - grafică realizată de Wikipedia